# Jean Sébastien Lavoie
Pour les articles homonymes, voir Lavoie.
Jean-Sébastien Lavoie, est un chanteur canadien né le 15 juillet 1978 à Montréal au Québec.

## Biographie

### Débuts etNouvelle Star
Dès son enfance, il évolue dans le monde de la musique grâce à une mère musicienne. Il apprend le violon à 3 ans, le piano à 7 ans, il s'intéresse aussi au tuba ou encore à la clarinette. Il fréquente les cours de chant classique et d’opéra à l’école préparatoire de musique de l’Université du Québec à Montréal ainsi que l'école Prochan, une école spécialisée en musique, et rejoint l'orchestre symphonique,.
Jeune chanteur, Jean-Sébastien Lavoie tente différents concours de chant au Québec : en 1999, au Festival de la chanson de Saint-Ambroise, il obtient le 2e prix d’interprétation, le prix du public et le prix Hydro-Québec ; en 2000, au Festival de la chanson de Granby, il est demi-finaliste ; en 2000, il est encore demi-finaliste au concours « Ma première Place des Arts ».
À la suite d'une annonce dans Le Journal de Montréal, il auditionne pour À la Recherche de la Nouvelle Star à Montréal. Il se fait connaître du grand public en participant à la première saison de À la Recherche de la Nouvelle Star en 2003. Il arrive en 3e position.
En 2003, son premier single est commercialisé : la reprise de Queen We Are the Champions est choisie en raison du succès d'estime qu'il avait remporté lors de son interprétation lors d'une des émissions d'À la recherche de la Nouvelle Star. Elle atteint la 38e place du classement français des meilleures ventes ainsi que la 5e place du classement belge et la 53e place du classement suisse. Il participe aussi au titre collectif du télé-crochet Laissons entrer le Soleil qui se classe no 3 des meilleures ventes françaises, no 5 en Belgique et no 24 en Suisse. Un album est édité en juin 2003. Ce dernier single y est présent. Jean-Sébastien Lavoie y interprète également La Bombe humaine, Je m'voyais déjà et Je l'aime à mourir. Le disque atteint la 5e place du classement français des meilleures ventes ainsi que la 19e place du classement belge et la 41e en Suisse. Il signe un contrat avec la compagnie BMG France sous l’étiquette RCA/Arista puis un contrat de gérance avec Guy Cloutier Communications.

### Album solo et comédies musicales
En 2004 sort son premier album, Je me souviendrai, sous le label RCA/Arista en France, Suisse et Belgique. La chanteuse Dominique Magloire y interprète un duo et plusieurs auteurs-compositeurs y participent tels Jacques Veneruso, Éric Mouquet, Christian Vié et Mario Pelchat. Le disque se classe no 42 des meilleures ventes françaises,. L'album sort en septembre au Québec, où l’extrait Loin de toi devient la chanson no 1 du top BDS des radios pop-adultes après 26 semaines. Il défend son disque sur la scène de l'Olympia de Paris en 1re partie de Natasha St-Pier.
En 2005, Jean-Sébastien Lavoie met fin à son association avec son gérant. Un an plus tard, il devient la tête d’affiche de la revue musicale La légende de Broadway qui fait la tournée des Zéniths de France durant 35 représentations,. Il chante sur l’album édition collector de ce spectacle qui comprend le medley Let The Sunshine In / Fame / You're the One That I Want.
En 2008, Jean-Sébastien Lavoie signe un contrat de gérance avec Ludovic Faroult, son nouveau manager. À l'hiver 2008, il interprète Jean dans la comédie musicale Robin des bois au Pavillon Baltard. Dans le même temps, il prépare un 2e album en collaboration avec Éric Mouquet. Celui-ci est membre du groupe Deep Forest, gagnant d’un Grammy Award et d’un World Music Award pour son groupe.
Le 28 mai 2009, il participe sur les planches du Divan du Monde au concours télévisuel 2e chance sur Direct 8 présenté par Laurie Cholewa.

### Trois etLa Voix
S'inscrivant dans la continuité du quatuor Il Divo, Jean-Sébastien Lavoie rejoint le groupe « pop lyrique » québécois Trois de 2010 à 2012. Celui-ci publie un album ainsi qu'un single et part en tournée québécoise,,,,,.
Le 8 mai 2012 sort Prière au Québec, un single en duo avec Marie-Élaine Thibert dont les paroles sont signées Sandrine Roy sur une musique de Vincenzo Thoma et paru sous l'étiquette Productions Lise Boyer. En mai 2012, il est l’initiateur d'une levée de fonds au théâtre Rialto pour le centre de soins palliatifs Maison Adhémar-Dion qui accueille gracieusement douze résidents dans le but de vivre leurs derniers jours entourés de leurs proches dans la dignité. Plusieurs artistes répondent présents pour cette initiative, dont Marie-Élaine Thibert, Étienne Drapeau, Vincenzo Thoma ou Claudette Dion. Il réitère l'expérience un an plus tard.
Soutenu par son conjoint et ses amies en coulisses, il auditionne le 27 janvier 2013 dans la 1re saison du télé-crochet québécois La Voix. Choriste de Jean-Pierre Ferland, il est sélectionné et intègre l'équipe de celui-ci,. Il sort de la compétition le 17 mars lors du 9e épisode.
Il se produit sur scène, notamment aux côtés de Claudette Dion ou Marie-Élaine Thibert,,. Dans la comédie musicale Madame Simpson créée par Jean-Pierre Ferland en 2014, il interprète le premier rôle Édouard VIII du Royaume-Uni qui choisit d'abdiquer plutôt que de renoncer à sa relation avec Wallis Simpson.
En juin 2014, il sort le single Il faut toujours (Jean Tosi / Elias - Christophe Balency).